# Попелюх довгодзьобий
Попелюх довгодзьобий (Aythya valisineria) — вид птахів родини качкових (Anatidae).

## Назва
Видова назва A. valisineria походить від назви водної рослини Vallisneria americana, кореневища і пагони якої є улюбленою їжею попелюха довгодзьобого.

## Поширення
Птах гніздиться на північному заході Північної Америки. Зимує на півдні США та у Мексиці.

## Опис
Тіло завдовжки 48-56 см, вага — від 860 до 1600 г. Зовні ця качка схожа на попелюха, але має витягнутішу форму голови і довший та пряміший чорний дзьоб.

## Спосіб життя
Гніздиться на озерах і болотах в преріях і віддає перевагу місцям з багатою прибережною рослинністю, влаштовуючи гнізда в заростях злаків або осок. Пари у цих качок зазвичай утворюються під час весняних міграцій, але після того, як самиця приступає до насиджування яєць, яке триває близько 24 днів, самець залишає її і приєднується до зграй інших самців. У кладці попелюха довгодзьобого буває від 5 до 11 яєць. Пташенята вилуплюються покриті коричневим пухом і незабаром здатні слідувати за матір'ю. У віці від 63-77 днів вони вже здатні до польоту, а статевої зрілості досягають через 1 рік. По закінченні сезону розмноження самиці разом з підрослими пташенятами починають збиратися у великі зграї чисельністю до тисячі птахів і готуються до міграції. До місць зимівлі вони прилітають в кінці листопада.

## Харчування
Їжу видобуває майже виключно шляхом пірнання, причому пірнає на глибину до 2 метрів і залишається під водою 10-20 секунд (проте, здатний пірнути і на глибину до 9 метрів). Зрідка попелюхи годуються з поверхні води або опускають в воду голову і шию. Раціон попелюха довгодзьобого включає листя, пагони, кореневища і насіння водних рослин, комах, ракоподібних, молюсків і дрібну рибу. Особливо нирки люблять валліснерію. Ця багаторічна рослина з довгим кореневищем, на якому восени розвиваються кореневі потовщення, часом становить до 100 % його дієти.